# Carterelater flavipes
Carterelater flavipes là một loài bọ cánh cứng trong họ Elateridae. Loài này được Macleay miêu tả khoa học năm 1872.